# Никола Пековић (одбојкаш)
Никола Пековић (Пожаревац, 6. март 1990), српски професионални одбојкаш који тренутно наступа за немачки Фридрихсхафен и репрезентацију Србије.
Рођен је у Пожаревцу. Поникао је у Младом раднику из Пожаревца, чији је дрес носио 10 година. Потом је четири сезоне играо за Војводину, а од 2018. до 2020. био је члан Партизана. Са репрезентацијом је освојио златну медаљу у Паризу на Европском првенству 2019. године победом у финалу против Словеније са 3:1.

## Трофеји

### Репрезентација
Србија
- Европско првенство:  2019.